# Municipio de Middle Fork II
El municipio de Middle Fork II (en inglés: Middle Fork II Township) es un municipio ubicado en el  condado de Forsyth en el estado estadounidense de Carolina del Norte. En el año 2010 tenía una población de 2.639  habitantes.

## Geografía
El municipio de Middle Fork II se encuentra ubicado en las coordenadas 36°8′45.45″N 80°9′33.11″O / 36.1459583, -80.1591972.